# 多叶勾儿茶
多叶勾儿茶（学名：Berchemia polyphylla var. polyphylla）为鼠李科勾儿茶属下的一个变种。种加词和变种加词 polyphylla 意为“多片叶子的”。
现接受名为：多叶勾儿茶Berchemia polyphylla Wall. ex M.A.Lawson